# Guadahortuna
Guadahortuna – gmina w Hiszpanii, w prowincji Grenada, w Andaluzji, o powierzchni 121,24 km². W 2011 roku gmina liczyła 1963 mieszkańców.
Pierwsze osady zaobserwowane na terenie gminy pochodzą od Iberyjczyków z epoki brązu.